# Peter Fitzgerald (réalisateur)
Pour les articles homonymes, voir Peter Fitzgerald (homonymie) et Fitzgerald.
Peter Fitzgerald est un réalisateur, scénariste et acteur américain, né le 17 novembre 1962 dans le Comté d'Orange, Californie, États-Unis. Il se sert parfois d'un pseudonyme : Adam Peters.

## Biographie
Peter Fitzgerald est un réalisateur de films documentaires travaillant à Hollywood des plus considérés de son époque. Il doit sa renommée à de nombreux documentaires sur différents films classiques ainsi que sur des vedettes dont un long métrage ainsi qu'à des émissions de télévision spéciales et à sa participation à plusieurs making of. 
Son attirance pour le cinéma lui vient de son enfance en Californie où il se plongeait dans de nombreux livres et magazines sur le cinéma et restait collé aux programmes de la MGM et Warner Bros. Finalement, ses rêves hollywoodiens se réalisent quand il commence la production de disques laser pour MGM/UA Home Video. C'est là que Peter eut l'occasion de produire le troisième film That's Entertainment, ce qui lança sa carrière en tant que réalisateur de documentaire. Sa première production vidéo Midnight Cowboy Revisited, en 1994, ouvrit le chemin à ce qui deviendra des années plus tard le documentaire dvd. Cela lui permit de devenir ainsi producteur, scénariste, réalisateur et monteur des plus grands documentaires sur les chefs-d'œuvre d'Hollywood encore aujourd'hui. Il fut contacté par Warner Home Video pour être leur 1er réalisateur documentaliste pour la bibliothèque classique (dont les documentaires sur La Mort aux trousses, Chantons sous la pluie, Grand Hotel de Jean Kerchbron, Parade de printemps) et ensuite pour lui confier le développement relationnel avec Turner Classic Movies, où il continue de récolter les taux d'audience les plus hauts (The Age of Believing: The Disney Live Action Classic et Joan Crawford: The Ultimate Movie Star en sont les derniers en date).

## Filmographie
R : réalisateur; P : producteur; S : scénariste; M : monteur; A : acteur

Ces films sont des films documentaires sortis uniquement en vidéo.
- 1994 : That's Entertainment! III, Producteur exécutif
- 1994 : Midnight Cowboy Revisited, R, P, S
- 1997 : MGM Sing-Alongs: Searching for Your Dreams, R, P
- 1997 : MGM Sing-Alongs: Having Fun, R, P
- 1997 : MGM Sing-Alongs: Friends, R, P, A Charlie Barkin
- 1997 : MGM Sing-Alongs: Being Happy, R, P
- 1998 : Quest for Camelot Sing-Alongs, R, P, dialoguiste, quelques voix, crédité sous Adam Peters
- 1998 : Looney Tunes Sing-Alongs, R, P, S, A Sea Captain (non crédité)
- 2000 : Destination Hitchcock: The Making of North by Northwest (en), making of de La Mort aux trousses de Alfred Hitchcock, R, P
- 2000 : Toonheads: The Lost Cartoons (diffusé à la télévision), R, P
- 2000 : Annie Get Your Gun Intro with Susan Lucci, R (non crédité), P, S (non crédité), M
- 2002 : What a Glorious Feeling: The Making of 'Singin' in the Rain', R, P, S
- 2002 : Joan Crawford: The Ultimate Movie Star documentaire sur Joan Crawford (diffusé à la télévision), R, P, S
- 2003 : Satin and Silk, R, P, S, M
- 2003 : Cole Porter in Hollywood: Too Darn Hot, R, P, S, M
- 2003 : Ça c'est l'amour, R, P, S, M
- 2003 : Begin the Beguine, R, S, M
- 2003 : True Love, R, P, S, M
- 2004 : Ziegfeld on Film, R (non crédité), P (non crédité), S
- 2004 : Checking Out: Grand Hotel making of de Grand Hôtel de Jean Kerchbron, R (non crédité), S (non crédité)
- 2004 : Ziegfeld Girl Intro, R, P, S, M
- 2004 : Love Find Andy Hardy Intro, R, P, S, M
- 2004 : In the Good Old Summertime Intro, R, P, S, M
- 2004 : The Masters Behind the Musicals, R, P, S, M
- 2005 : Bells Are Ringing: Just in Time, R, P, S, M
- 2005 : Get Aboard! The Band Wagon, R (non crédité) , P, S (non crédité), M
- 2005 : Easter Parade: On the Avenue, Making of de Charles Walters Parade de printemps, R, P, S, M
- 2007 : The Pirate: A Musical Treasure Chest, R, P, S
- 2007 : Royal Wedding: June, Judy and Jane, R, P, S
- 2007 : A Life in Words and Music, R, P, S
- 2008 : Tough Baby: Torch Song, R, P, M
- 2008 : Gable and Crawford, R, M
- 2008 : Crawford at Warners, R, P, M
- 2008 : The Age of Believing: The Disney Live Action Classics (diffusé à la télévision), R, P, S, M
- 2009 : To Oz! The Making of a Classic, making of de Le Magicien d'Oz de Victor Fleming, R, P, M

### Comme acteur
- 1985 : Chorus Line (A Chorus Line) de Richard Attenborough : danseur mâchant du chewing-gum
- 1989 : Blood Nasty de Richard Gabai et Robert Strauss : 3e Poolman
- 1991 : True Identity (titre québécois Double Identité) de Charles Lane (en) : acteur de film d'horreur
- 1991 : CBS Schoolbreak Special (série télévisée, épisode Dedicated to the One I Love) : Cliff Douglas

## Distinctions

### Nominations
- 2003 : Peter Fitzgerald et Paul Hemstreet (et Kristin Grosshandler pour le 50e anniversaire) sont nommés pour le DVD Premiere Award des meilleurs nouveaux bonus pour la sortie DVD de chantons sous la pluie.
- 2001 : Peter Fitzgerald est nommé pour le Video Premiere Award de la meilleure rétrospective en DVD pour Destination Hitchcock: The Making of 'North by Northwest' (en) (documentaire sur La Mort aux trousses)

## Source
1. ↑  Traduction de la biographie de Peter Fitzgerald sur IMDb. (page consultée le 12 février 2010)